# ジョージ・ジョンソン (イギリス陸軍軍人)
サー・ジョージ・フレデリック・ジョンソン（英語: Sir George Frederick Johnson, KCVO, CB, CBE, DSO、1903年 - 1980年）は、イギリス陸軍の軍人。第二次世界大戦に従軍し、戦後は幾つかの要職を務めた。最終階級は少将。

## 経歴
サンドハースト王立陸軍大学を卒業後、少尉に任官されて1925年に近衛スコットランド連隊に入隊。1939年にロンドン管区の参謀となる。
第二次大戦緒戦には、近衛スコットランド連隊第3大隊の大隊長として従軍。続いて近衛第201自動車旅団長となったが、1942年に北アフリカでの西方砂漠戦の最中にイタリア軍の捕虜となる。イタリアに移送されたが、翌1943年に脱走に成功。その後は近衛第32旅団の指揮を執り、西部戦線で戦った。
1947年に駐パレスチナの第1独立旅団群指揮官となる。1949年にスコットランド司令部参謀長に補職される。1953年、王室師団長兼ロンドン管区総司令官となる。1957年に退役。
1966年にカンバーランド州長官に任命された。1980年に死去。
イングランド北西部・カンブリア地方のブランプトン付近のCamboglannaに住んだ。家族は1938年に結婚した妻アイーダ・メアリー・ラムゼイ嬢（第14代ダルハウジー伯爵アーサー・ラムゼイの第二子）との間に娘一人と息子二人。

## 受勲
- ロイヤル・ヴィクトリア勲章 ナイト・コマンダー
- バス勲章 コンパニオン
- 大英帝国勲章 コマンダー
- 殊功勲章